# Panglaphyra bougainvillei
Panglaphyra bougainvillei är en skalbaggsart som beskrevs av Allard 1989. Panglaphyra bougainvillei ingår i släktet Panglaphyra och familjen Cetoniidae. Inga underarter finns listade i Catalogue of Life.